# Căscioarele, Călărași
Căscioarele este satul de reședință al comunei cu același nume din județul Călărași, Muntenia, România.